# Età del bronzo in Britannia

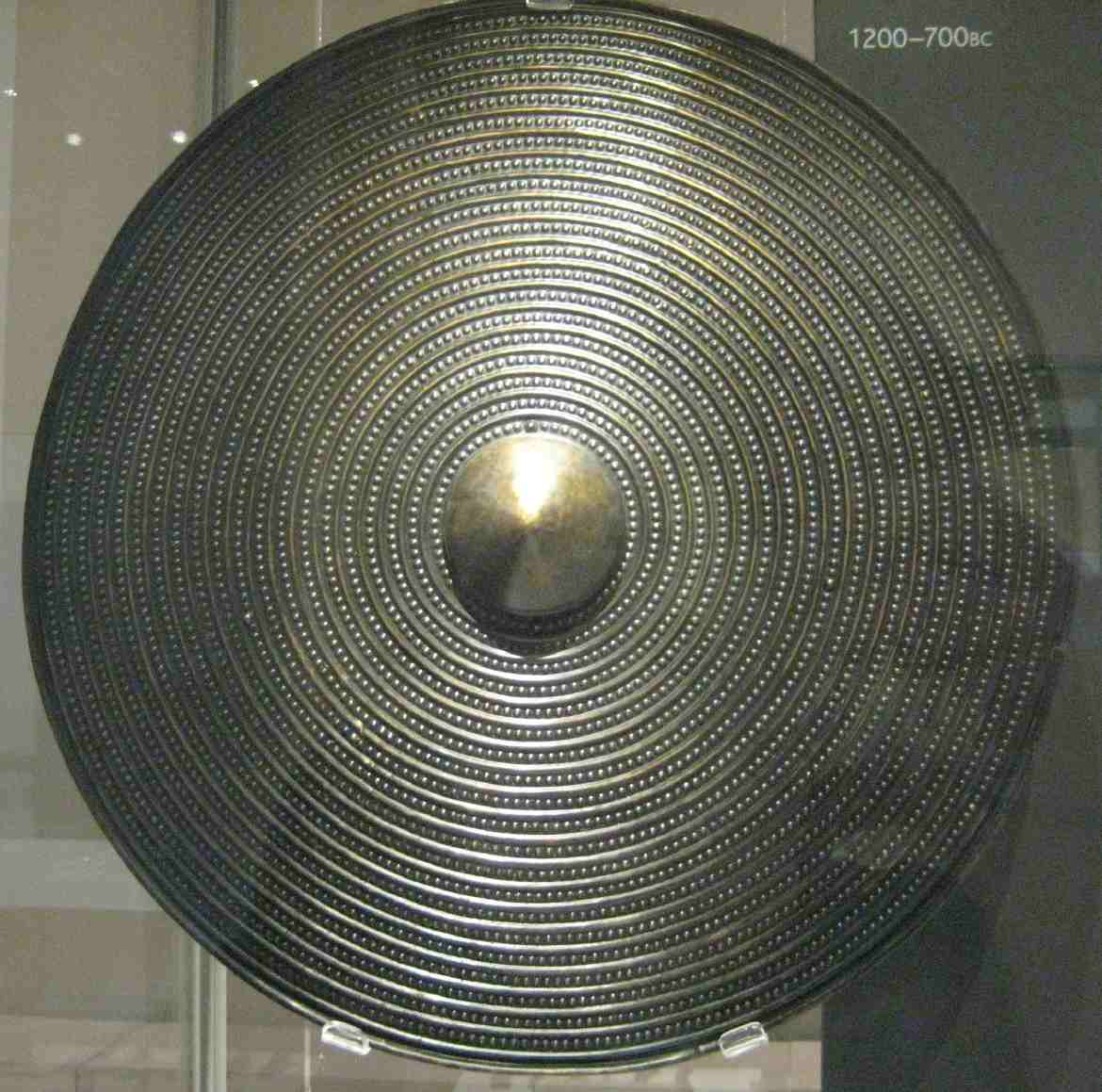
Scudo in bronzo, 1200-700 a.C.

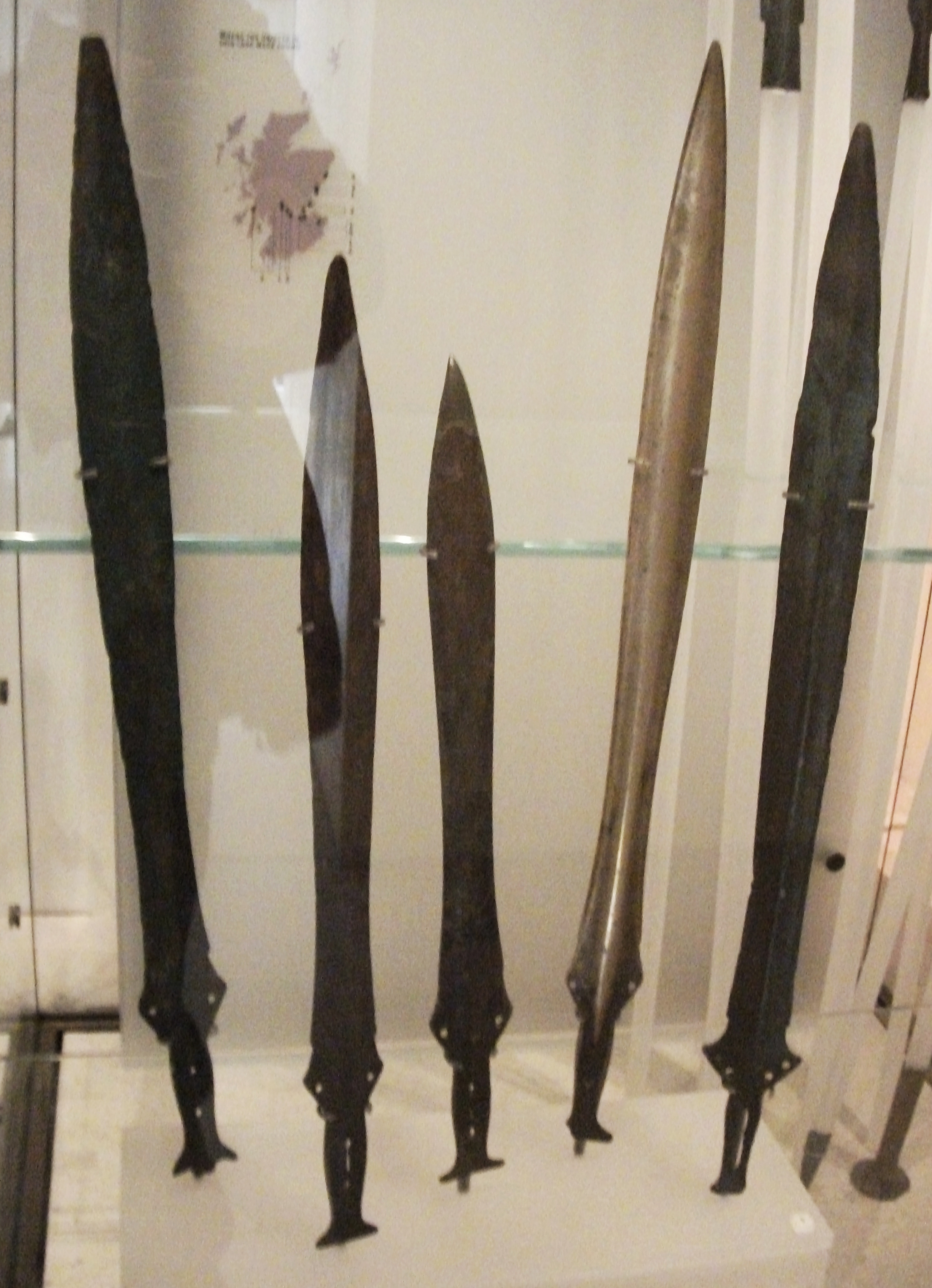
Spade rinvenute in Scozia

L'età del bronzo in Britannia si riferisce al periodo della storia britannica che va dal 2500 a.C. fino all'800 a.C.

## Cronologia

### Prima età del Bronzo
Non vi è consenso sulla data di inizio dell'età del Bronzo in Gran Bretagna e Irlanda. Alcune fonti la fanno iniziare nel 2000 a.C., mentre altri indicano il 2200 a.C. come la data di demarcazione tra il Neolitico e l'Età del Bronzo . Il periodo che va dal 2500 a.C. al 2000 a.C. è stato denominato "tardo Neolitico/prima età del Bronzo", riconoscendo la difficoltà di definire esattamente questo confine.
- 2500-2000 a.C.: Periodo Mount Pleasant, cultura del vaso campaniforme.
- 2100-1900 a.C.: Periodo Overton, epicampaniforme.
- 1900-1500 a.C.: Periodo Bedd Branwen.

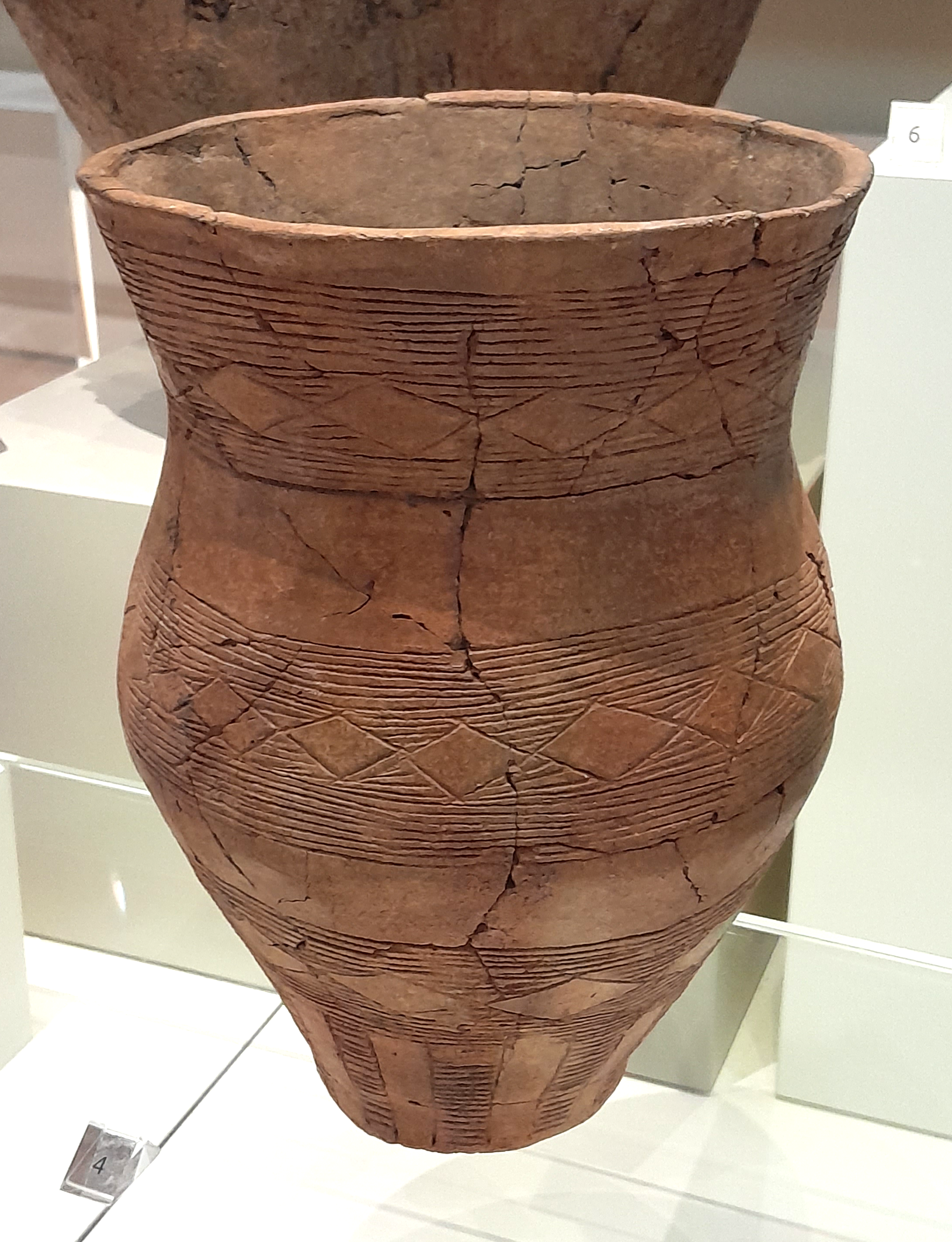
Vaso campaniforme dalla Gran Bretagna, British Museum

I primi individui britannici associati alla cultura del vaso campaniforme, i cui antenati migrarono in parte dalla lontana steppa pontico-caspica, molto probabilmente parlavano lingue indoeuropee ed erano geneticamente simili alle popolazioni del Reno, nell'Europa centrale. In questo periodo ci fu un grande rimpiazzo di popolazione in Gran Bretagna. Più del 90% del patrimonio genetico delle precedenti popolazioni del neolitico britannico fu sostituito con l'arrivo delle popolazioni del vaso campaniforme. I portatori della cultura del vaso campaniforme avevano circa il 50% di ascendenza dai Pastori delle steppe occidentali.

### Media età del Bronzo
- 1500-1300 a.C.: Fase Acton Park.
- 1300-1200 a.C.: Periodo Knighton Heath.
- 1200-1000 a.C.: Fase Wilburton-Wallington, campi di urne.

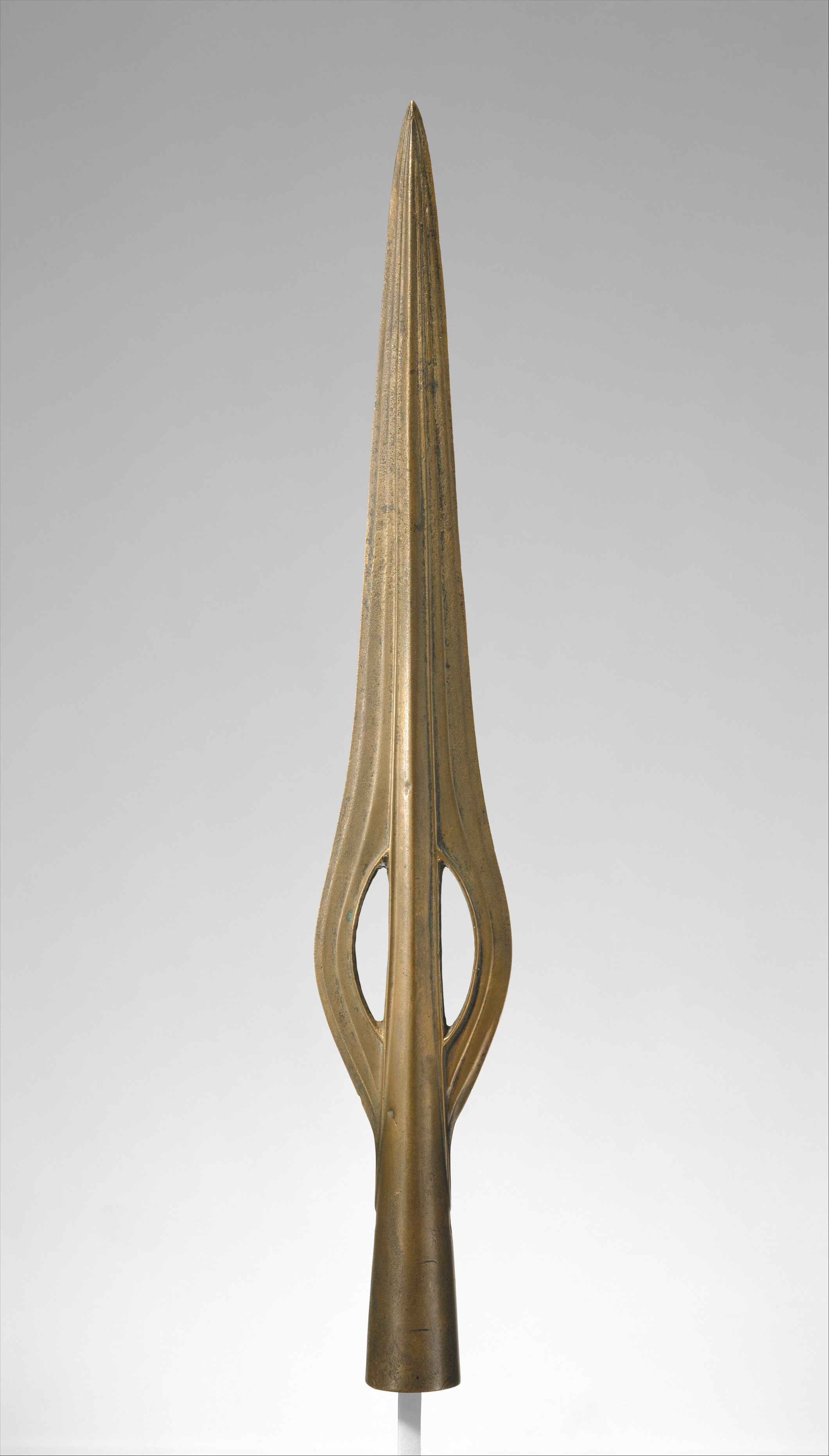
Punta di lancia in bronzo, 1200–800 a.C.

Nel 2021, un importante studio di archeogenetica ha rivelato una migrazione nella Britannia meridionale durante un periodo di 500 anni, dal 1300 all'800 a.C. I nuovi arrivati erano geneticamente molto simili ad antichi individui provenienti dalla Gallia e presentavano livelli più elevati di ascendenza dei primi agricoltori europei rispetto ai Britannici di epoca precedente. Dal 1000 all'875 a.C., si diffusero rapidamente nella Britannia meridionale, costituendo circa la metà dell'ascendenza delle successive popolazioni dell'età del ferro in quella zona, ma non nella Britannia settentrionale. Le prove suggeriscono che, piuttosto che un'invasione violenta o un singolo evento migratorio, la struttura genetica della popolazione cambiò attraverso contatti sostenuti tra la Britannia e l'Europa continentale nel corso di diversi secoli, come il movimento di commercianti, matrimoni misti e spostamenti su piccola scala di gruppi familiari". Gli autori descrivono questo come un "plausibile vettore per la diffusione delle prime lingue celtiche in Britannia". Ci fu molta meno migrazione in Britannia durante l'età del ferro ed è quindi probabile che il celtico fosse giunto in Britannia prima di allora. Lo studio ha anche rilevato che la tolleranza al lattosio aumentò rapidamente nella Britannia della prima età del ferro, mille anni prima che diventasse diffusa nell'Europa continentale, il che suggerisce che il latte divenne un alimento molto importante in Britannia in questo periodo.

### Tarda età del Bronzo
- 1000-900 a.C.: tardi campi di urne
- 800-700 a.C.: Fase Ewart Park, Fase Llyn Fawr